# مطار كليرمون فيران أوفرن

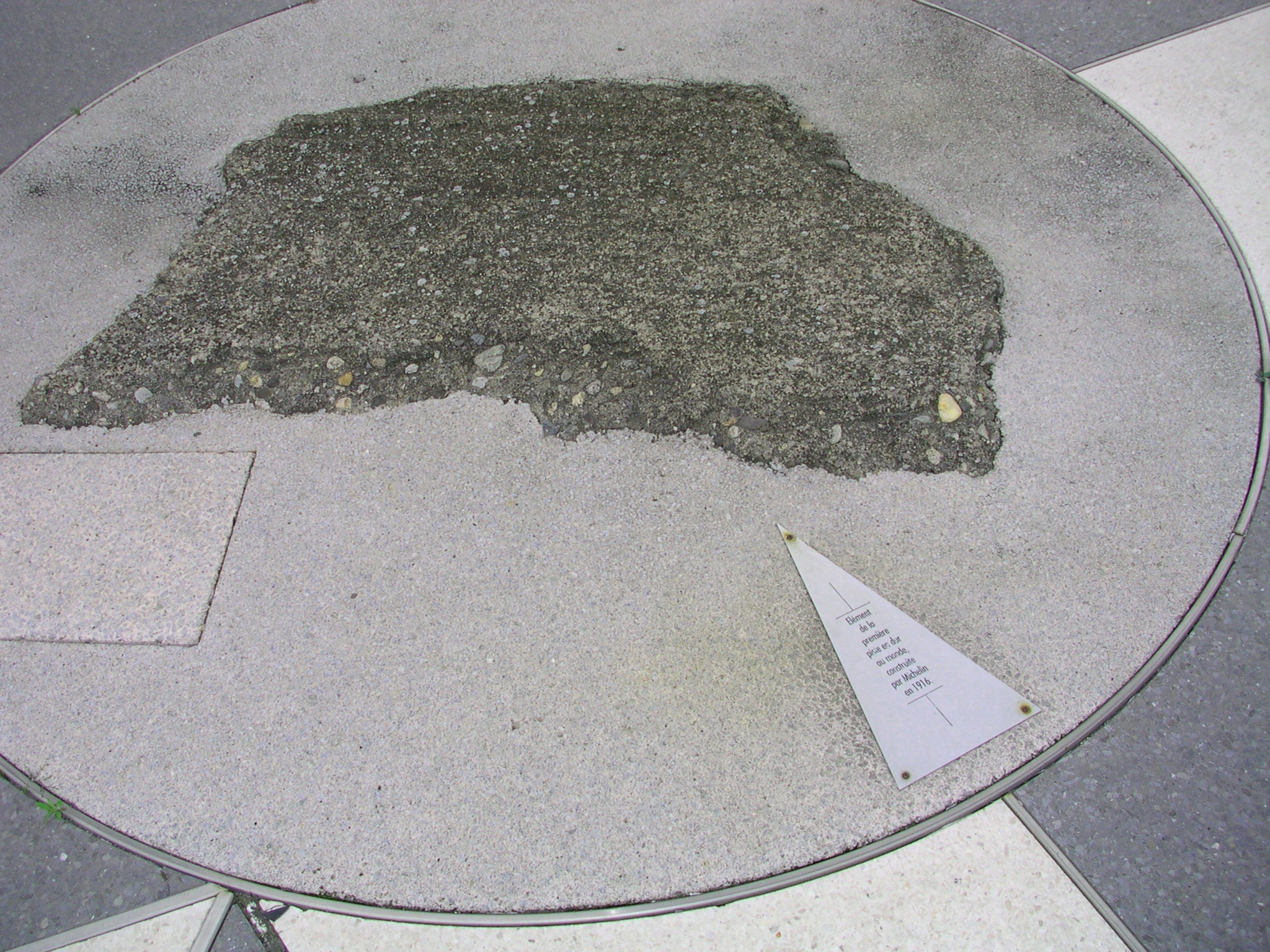
قطعة من أول سطح صلب لمدرج المطار، وكذلك أول سطح صلب لمدرج في أوروبا، أنشأته ميشلان في 1916 لتسمح بإقلاع طائراتها الخاصة. يقع الآن أمام المطار.

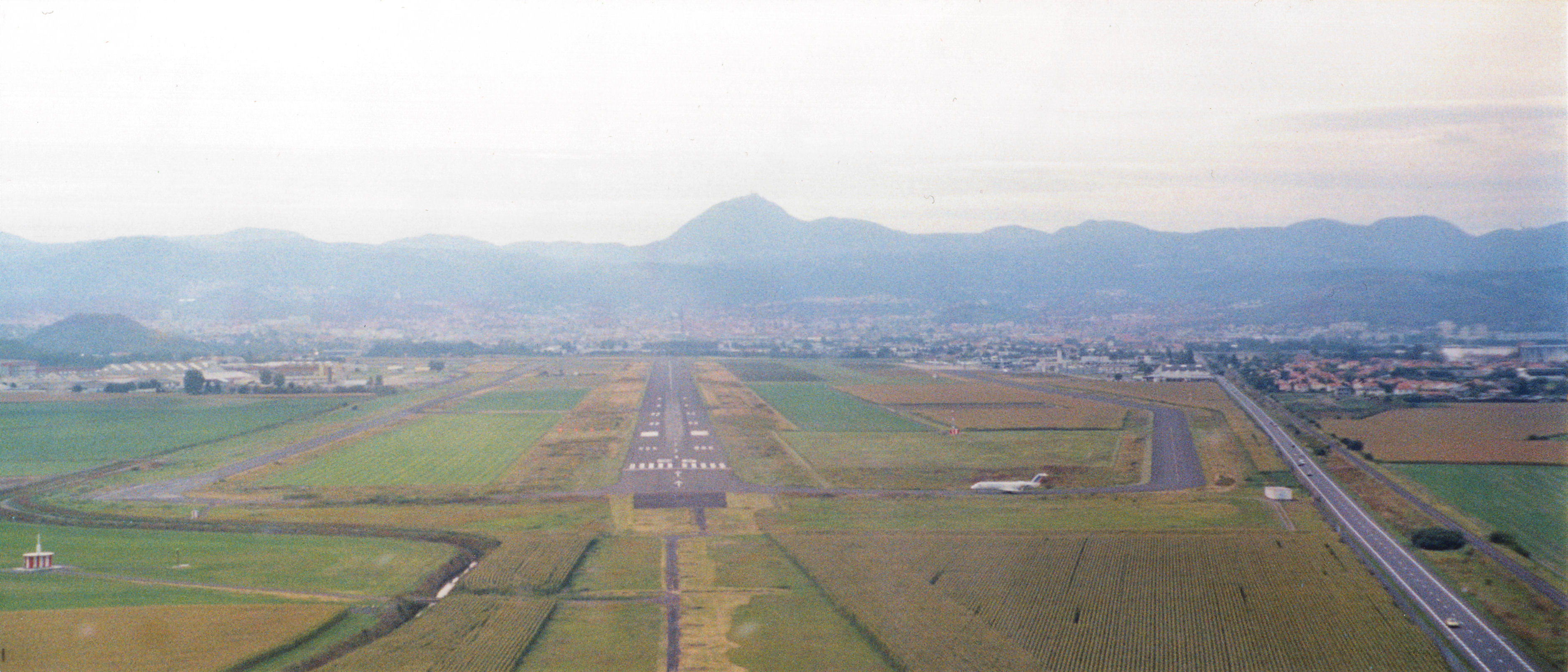
مدارج المطار.

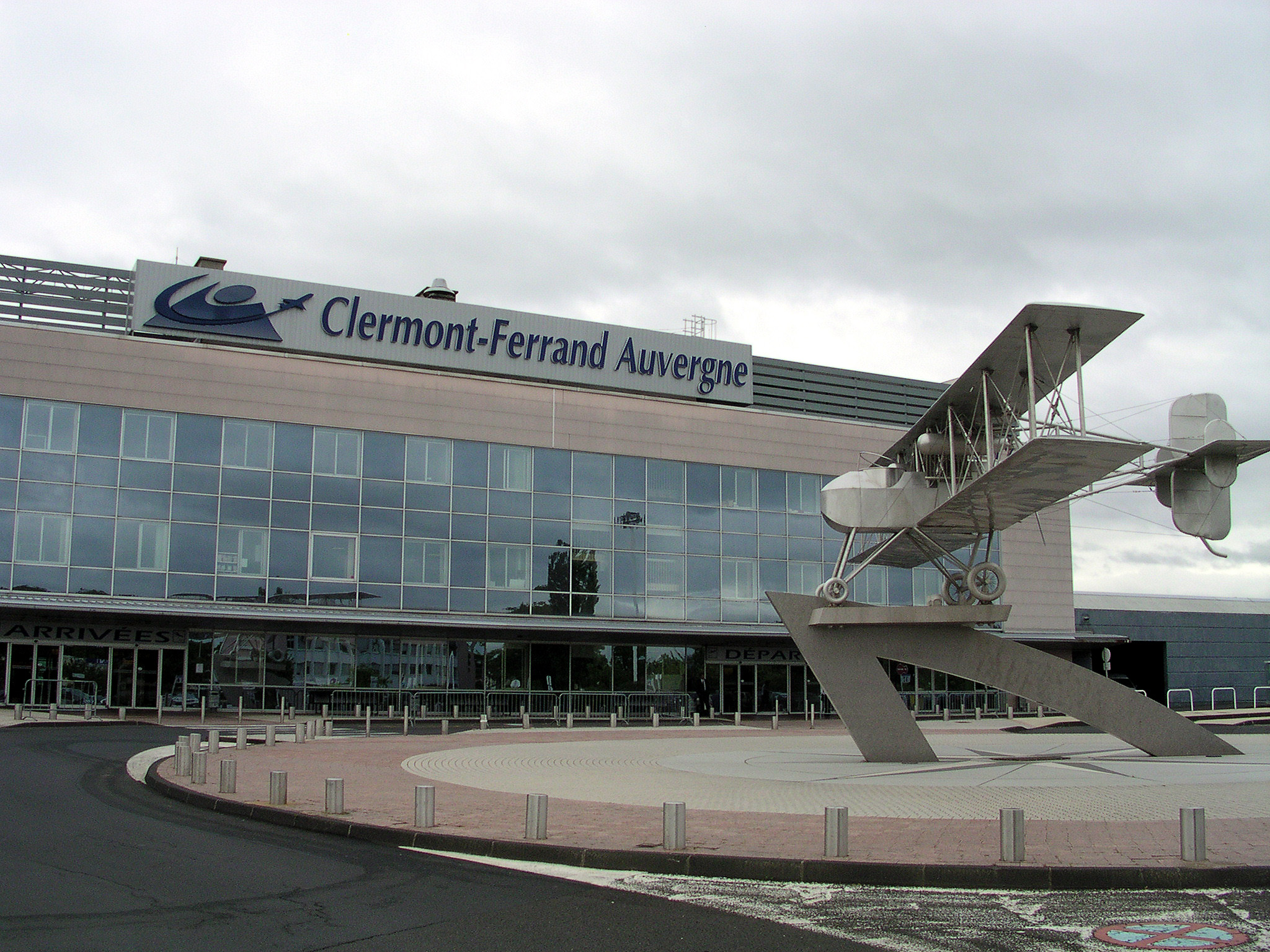
طائرة بريغيه، تحمل اسم صانعها المشهور لوي شارل بريغيه، موجودة أمام المطار.

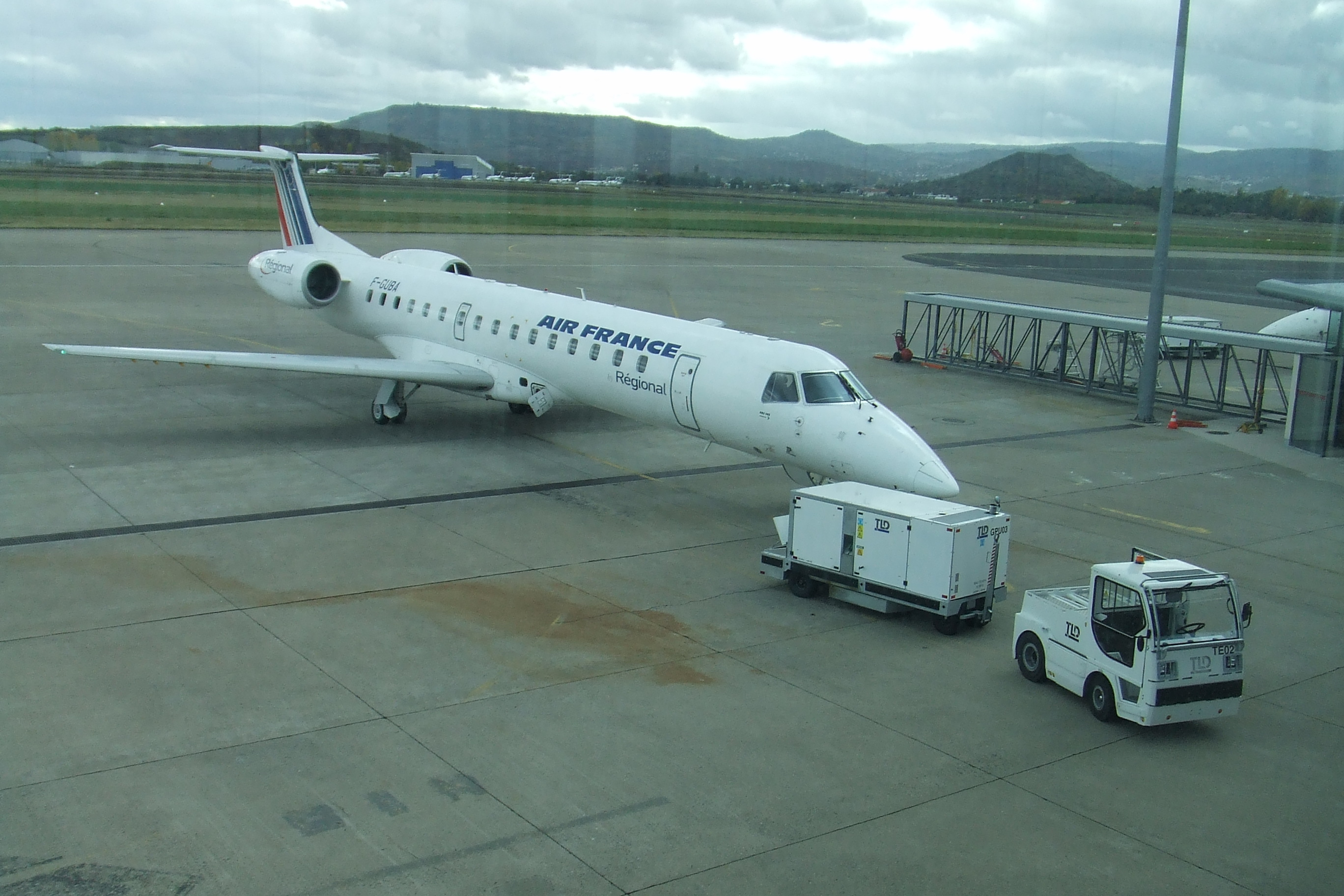
طائرة رابضة في المطار.

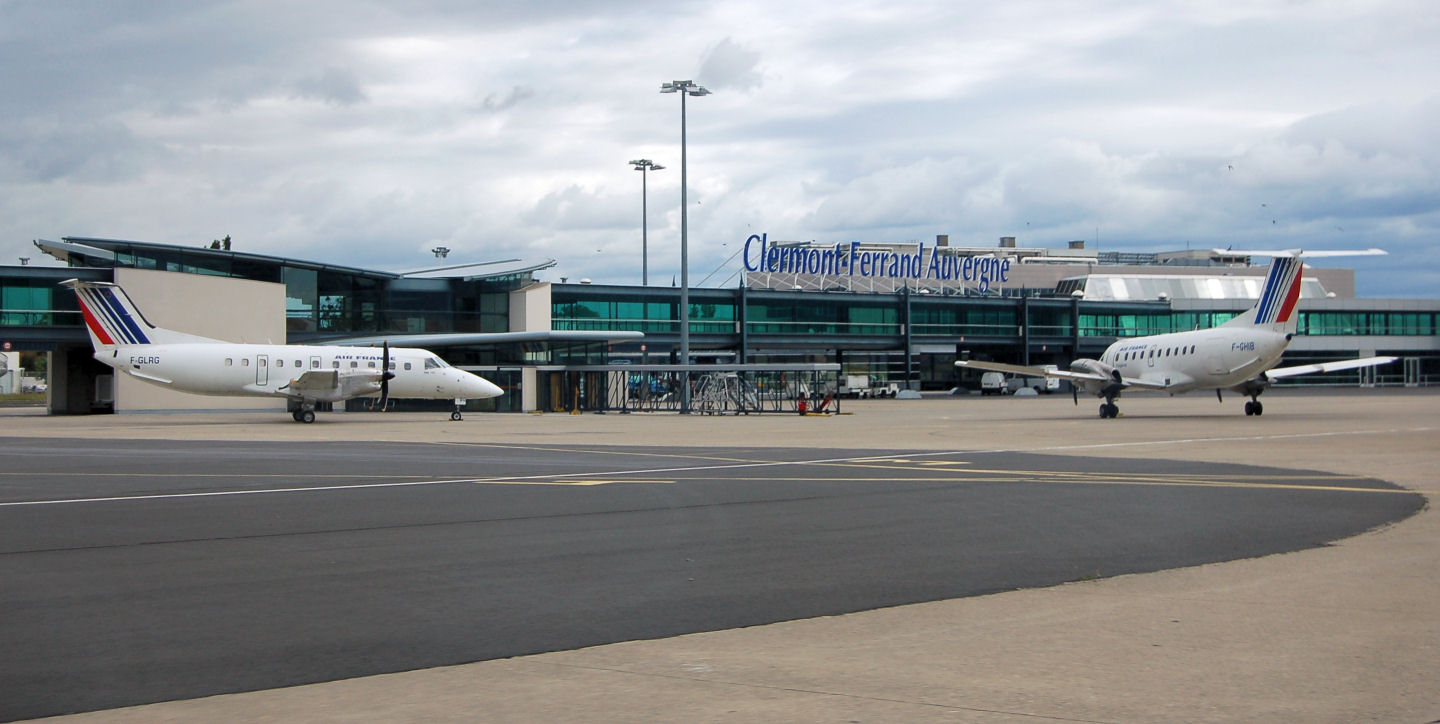
المطار من جهة موقف الطائرات.

مطار كليرمون فيران أوفرن (بالفرنسية: Aéroport de Clermont-Ferrand Auvergne) هو مطار فرنسي (إياتا: CFE ; ايكاو: LFLC). يقع على بعد ستة كيلومترات من وسط مدينة كليرمون فيران في إقليم بوي دي دوم (أوفرن). المطار مفتوح لحركة المرور الوطنية والدولية التجارية، والطائرات الخاصة.

## التاريخ
تم إنشاء مطار في كليرمون فيران في عام 1916 لتلبية جهود الحرب العالمية الأولى، وخاصة بالنسبة للطيران لطائرات المصنعة من قبل ميشلان.بدأت الشركة في ذلك الوقت في بناء الطائرات لتلبية الاحتياجات من الجيش الفرنسي. انها تنتج أساسا بريكو بموجب ترخيص.و تم تجهيز مطار أولنا بسرعة مع مسار بالأسمنت، وكان الأول من نوعه في العالم.الخط التجاري الأول فتح في عام 1929، وربط جنيف ببوردو،عن طريق ليون وكليرمون فيران.
في عام 1936، تم تثبيت القاعدة الجوية 745 بالقرب من المطار. واستخدمت القاعدة لسلاح الجو في عام 1943، ثم من قبل سلاح الجو الأمريكي في عام 1944. منذ عام 1985، تم إغلاق القاعدة الجوية 745.
تم بناء أول محطة في المطار في عام 1973. وقد بنيت المحطة الحالية في عام 1992 وأصبح المطار واحدا من أحدث المطارات في فرنسا وتم توسيعه عام 2000 لتبلغ مساحتها000 32 م².و يسمح هذا التحول لأكثر من مليوني مسافر سنويا، وضعف خمس مرات في حركة المرور في عام 2009 و 176 موظف.
يمكن للمطار استيعاب طائرات مثل بوينغ 747 وإيرباص إيه 380، وهي واحدة من المطارات القليلة في العالم التي استضافت إيرباص بولقا في عام 1999، وكونكورد لعام 2001. وجاءت طائرة إيرباص إيه 380 حيث قامت بنزول وإقلاع على الفور دون الوقوف للاستعراض، في عام 2006.
لتحسين الخدمة في المطار، تم إنشاء خط للسكك الحديدية من كليرمون فيران إلى سانت إتيان.

## الشركات والوجهات
| الدولة          | الشركة                 | الوجهات |
| --------------- | ---------------------- | --- |
| فرنسا           | الخطوط الجوية الفرنسية | مطار باريس أورلي، مطار باريس شارل ديغول |
| فرنسا           | هوب!                   | مطار ليون سانت إكسوبيري، مطار نيس كوت دازور، مطار فيغاري جنوب كورسيكا، مطار سخيبول أمستردام |
| فرنسا           | خطوط كورسيكا الجوية    | مطار أجاكسيو نابليون بونابارت، مطار باستيا بوريتا |
| المملكة المتحدة | فلايبي                 | مطار ساوثهامبتون |
| أيرلندا         | رايان إير              | مطار بورتو فرانسيسكو سا كارنايرو، مطار بروكسل شارلروا الجنوب، مطار لندن ستانستد |
| أخرى            | شارتر                  | مطار إشبيلية، مطار كناريا الكبرى، مطار إيراكليو نيكوس كازانتزاكيس، مطار بالما دي مايوركا، مطار تونس قرطاج الدولي، مطار جربة جرجيس الدولي، مطار أولبيا، مطار براغ فاتسلاف هافيل، مطار البندقية ماركو بولو، مطار ماديرا، مطار جزيرة كوس الدولي، مطار برلين براندنبرغ |

## الصيانة والنشاط
يعد المطار موطنا لمركز صيانة للشركة التابعة لشركة طيران المنطقة التابعة لالخطوط الجوية الفرنسية.و هي تضم اثنين من حظائر الطائرات و7 هي قيد الإنشاء ويمكن أن تستوعب إيرباص إيه 320، ومنطقة من نقطة ثابتة لاختبار المحركات في شكل U مع جدران طولها 7 أمتار وتغطي مساحة قدرها 2800 م².

## الأندية
يوجد ثلاثة أندية طيران في المطار:
- نادي طيران أوفرن.
- نادي طيران كليرمون ليمان.
- نادي طيرانAIA.

## حركة الطيران
في عام 2010 كان هناك في المتوسط 30 حركة ركاب تجارية يوميا إلى وجهات عدة من خلال المطارات الإقليمية. ويضاف أيضا رحلات البريد اليومي، وبعض حركات من الطائرات العسكرية ونشاط الطيران العام وقطاع الأعمال، وتسجل عشر حركات إضافية يوميا في الصيف ورحلات الطيران في المعارض، وذلك أساسا إلى البحر الأبيض المتوسط.

## البنية التحتية
مبنى المطار لديه محطة واحدة وتبلغ مساحتها 600 17 م2 ومنطقة وقوف للطائرات 000 120 م² (أكثر من 24 طائرة). تصنف على أنها من الفئة باء، له 3 مسارات بما في ذلك 3015 م إتجاه (08/26) مع 4 ممرات ومعدات لازمة لجميع الأحوال الجوية هبوط: الفئة الثالثة لإنارة المدرج، والفئة الثالثة للأضواء المبهرة وأضواء المدرج. ويمكن أن تستوعب أي طائرة مع حمولة تقدر ب33 طنا.كما أن لديها مستوى تصنيف أمن للحرائق (خدمة الإنقاذ ومكافحة حرائق الطائرات) التي يمكن أن تلبي مستوى 8,لها القدرة على تحمل مليوني راكب سنويا.

## إحصائيات

### الركاب
| السنة  | 1992      | 1996      | 1997      | 1998      | 1999      | 2000      | 2001      | 2002        |
| ------ | --------- | --------- | --------- | --------- | --------- | --------- | --------- | ----------- |
| الركاب | ▲ 490 260 | ▲ 000 445 | ▲ 961 597 | ▲ 026 728 | ▲ 927 872 | ▲ 108 940 | ▼ 975 863 | ▲ 417 090 1 |
| السنة  | 2003      | 2004      | 2005      | 2006      | 2007      | 2008      | 2009      | 2010        |
| الركاب | ▼ 997 955 | ▼ 317 637 | ▼ 372 592 | ▼ 406 567 | ▼ 811 555 | ▼ 765 522 | ▼ 275 393 | ▼ 330 377   |
| السنة  | 2011      | 2012      | 2013      | 2014      |           |           |           |             |
| الركاب | ▲ 934 398 | ▼ 676 385 | ▲ 896 417 | ▲ 000 425 |           |           |           |             |

### الشحن
| السنة        | 1997    | 1998  | 1999  | 2000  | 2001  | 2002    | 2003    | 2004  | 2005    | 2006  | 2007  | 2008  | 2009  | 2010    | 2011    | 2012    |
| ------------ | ------- | ----- | ----- | ----- | ----- | ------- | ------- | ----- | ------- | ----- | ----- | ----- | ----- | ------- | ------- | ------- |
| الحمولة (طن) | ▲ 226 1 | ▼ 558 | ▼ 388 | ▼ 347 | ▲ 941 | ▲ 233 1 | ▼ 205 1 | ▼ 852 | ▲ 373 1 | ▼ 652 | ▲ 681 | ▼ 660 | ▲ 943 | ▲ 667 1 | ▼ 109 1 | ▲ 358 2 |

### الشحن البريدي
| السنة        | 1997    | 1998    | 1999    | 2000    | 2001    | 2002    | 2003    | 2004    | 2005    | 2006    | 2007    | 2008  | 2009  | 2010  | 2011    | 2012    |
| ------------ | ------- | ------- | ------- | ------- | ------- | ------- | ------- | ------- | ------- | ------- | ------- | ----- | ----- | ----- | ------- | ------- |
| الحمولة (طن) | ▲ 651 1 | ▲ 916 1 | ▼ 867 1 | ▼ 829 1 | ▲ 122 2 | ▲ 112 3 | ▼ 352 2 | ▲ 746 3 | ▼ 281 2 | ▲ 055 3 | ▼ 033 1 | ▼ 686 | ▲ 840 | ▲ 868 | ▲ 411 1 | ▼ 364 1 |

### حركة الطائرات
| السنة             | 2000     | 2001     | 2002     | 2003     | 2004     | 2005     | 2006     | 2007     | 2008     | 2009     | 2010     | 2011     | 2012     |
| ----------------- | -------- | -------- | -------- | -------- | -------- | -------- | -------- | -------- | -------- | -------- | -------- | -------- | -------- |
| كل أنواع الطائرات | ▲ 949 69 | ▼ 967 64 | ▲ 901 73 | ▼ 281 63 | ▼ 317 54 | ▼ 875 48 | ▲ 092 49 | ▲ 064 53 | ▼ 664 50 | ▼ 597 45 | ▼ 308 41 | ▲ 747 42 | ▼ 671 32 |

## وصلات خارجية
- www.clermont-aeroport.com موقع المطار الرسمي.